# 안유진 (배우)
안유진(1978년 3월 23일 ~ )은 대한민국의 뮤지컬 배우이다.

## 주요 출연작

### 공연
- 뮤지컬 《돈주앙》
- 뮤지컬 《싱글즈》
- 뮤키컬 《록키호러쇼》
- 뮤지컬 《지하철1호선》
- 뮤지컬 《김종욱 찾기》
- 뮤지컬 《대장금》
- 뮤지컬 《베이비(Baby)》
- 뮤지컬 《헤드윅(Headwick)》
- 뮤지컬 《사운드 오브 뮤직(Sound of Music)》
- 뮤지컬 《뱃 보이(Bat Boy)》
- 뮤지컬 《뮤직 인 마이 하트(Music in My Heart)》
- 뮤지컬 《모스키토(Mosquito)》
- 뮤지컬 《사의 찬미》